# Wereldkampioenschap zaalvoetbal
Het wereldkampioenschap in het zaalvoetbal (futsal), is de indoorvariant van het van wereldkampioenschap voetbal die de FIFA in 1989 introduceerde.

## Algemeen
Nadat de eerste editie in 1989 plaatsvond, wordt dit kampioenschap vanaf 1992 elke vier jaar gehouden in het even jaar tussen twee wereldkampioenschappen voetbal in. De editie van 2020 werd vanwege de coronapandemie in 2021 gespeeld. Via continentale kwalificatietoernooien kunnen landen zich kwalificeren voor de eindronde. Aan de eerste vijf edities deden zestien teams mee, in 2008 twintig en vanaf 2012 vierentwintig.
Brazilië won vijf van de negen toernooien die tot en met 2021 zijn gehouden, twee werden door Spanje gewonnen en een door Argentinië en Portugal.

## Top-4
| 1989 | Nederland   | Brazilië   | 2-1          | Nederland        | Verenigde Staten | 3-2 nv       | België     | 16 |
| 1992 | Hongkong    | Brazilië   | 4-1          | Verenigde Staten | Spanje           | 9-6          | Iran       | 16 |
| 1996 | Spanje      | Brazilië   | 6-4          | Spanje           | Rusland          | 3-2          | Oekraïne   | 16 |
| 2000 | Guatemala   | Spanje     | 4-3          | Brazilië         | Portugal         | 4-2          | Rusland    | 16 |
| 2004 | Taiwan      | Spanje     | 2-1          | Italië           | Brazilië         | 7-4          | Argentinië | 16 |
| 2008 | Brazilië    | Brazilië   | 2-2 ns (4-3) | Spanje           | Italië           | 2-1          | Rusland    | 20 |
| 2012 | Thailand    | Brazilië   | 3-2 nv       | Spanje           | Italië           | 3-0          | Colombia   | 24 |
| 2016 | Colombia    | Argentinië | 5-4          | Rusland          | Iran             | 2-2 ns (4-3) | Portugal   | 24 |
| 2021 | Litouwen    | Portugal   | 2-1          | Argentinië       | Brazilië         | 4-2          | Kazachstan | 24 |
| 2024 | Oezbekistan | Brazilië   | 2-1          | Argentinië       | Oekraïne         | 7-1          | Frankrijk  | 24 |

## Statistieken
| Land             | 1e | 2e | 3e |
| ---------------- | -- | -- | -- |
| Brazilië         | 6  | 1  | 2  |
| Spanje           | 2  | 3  | 1  |
| Argentinië       | 1  | 2  |    |
| Portugal         | 1  |    | 1  |
| Italië           |    | 1  | 2  |
| Verenigde Staten |    | 1  | 1  |
| Nederland        |    | 1  |    |
| Rusland          |    | 1  | 1  |
| Iran             |    |    | 1  |
| Oekraïne         |    |    | 1  |